# Festival du film de Juste pour rire
 (mai 2024).
Le Festival du film de Juste pour rire (anciennement Comedia) est un festival de films d'humour présenté dans le cadre du festival Juste pour rire qui se déroule généralement en juillet à Montréal. Comédia a célébré en 2006 sa dixième édition. Il présente chaque année une dizaine de longs métrages et plus d'une centaine de courts métrages.

## Historique
Le festival Juste pour rire existe depuis 1983, et a créé en 1997 le Festival Comédia. En 2008, le festival change de nom pour devenir le Festival du Film de Juste pour rire.
Faits marquants
- En 2000 et 2001, Comédia est présenté en association avec le festival FanTasia.
- En 2004, Comédia est l'un des quatre groupes ayant posé sa candidature pour la création d'un nouveau festival de cinéma d'envergure internationale à Montréal. Le groupe Spectra (FIFM) remporta la mise.
- En 2006, Comédia célèbre sa dixième édition.
- En 2008, Comédia devient le Festival du Film de Juste pour rire.

## Palmarès

### 2000
- Prix du jury
  - Prix pour le meilleur film : In China They Eat Dogs
  - Prix pour la meilleure comédienne : Janeane Garofalo pour The Independent
  - Prix pour le meilleur comédien : Michel Vuillermoz pour André le magnifique
  - Prix pour le meilleur scénario : Michaela Beck, Veit Helmer pour Tuvalu
  - Prix spécial du jury : Tuvalu
- Prix du public
  - Meilleur film : La Vie après l'amour

### 2001
- Prix du jury
  - Eat My Shorts! Prix du jury pour le meilleur court métrage : Infection
  - Tout Court! Prix du jury pour le meilleur court métrage : Heap of trouble
  - Prix pour le meilleur film : La Vérité si je mens ! 2
  - Just For Laugh award : Osmosis Jones
  - Prix spécial du jury : Hedwig and the Angry Inch
- Prix du public
  - Meilleur film : La Tour Montparnasse infernale

### 2002
- Prix des programmateurs
  - Prix Comedia pour le film meilleur vendu : Ninde dead gay guys
- Prix du public
  - Prix du Public Comedia pour le Meilleur long métrage : How's your news: the feature
  - Eat My Shorts! Prix du Public pour le meilleur court métrage : A fine line between cute and creepy
  - Tout Court ! Prix du Public pour le meilleur court métrage : Soowitch

### 2003
- Prix des programmateurs
  - Prix Comedia pour le film meilleur vendu : American Splendor
- Prix du public
  - Prix du Public Comedia pour le Meilleur Long Métrage : La Grande Séduction
  - Eat My Shorts! Prix du Public pour le meilleur court métrage : How to tell when a relationship is over
  - Tout Court ! Prix du Public pour le meilleur court métrage : Déformation professionnelle

### 2006
10e édition

### 2007
La 11e édition de Comédia se déroule du 12 au 22 juillet 2007.
- Première Canadienne de T4xi, le 22 juillet.